# Bork Havn
Bork Havn, auch Bork Hafen genannt, ist ursprünglich ein Fischerdorf in der dänischen Ringkøbing-Skjern Kommune in der Region Midtjylland im Westen von Jütland. Heute ist es ein Ferienort am südlichen Ende des Ringkøbing Fjords, östlich des Vogelschutzgebietes Tipperne. Es liegt zwischen Tarm und Nr. Nebel in der Gemeinde Ringkøbing-Skjern. Bork Havn wurde 1933 von der Bork Fischereivereinigung gegründet. Der Hafen besteht aus einem Jachthafen mit Platz für ca. 290 Freizeitboote, einem Fischereihafen und einem Hafen für Hausboote.
Der Hafen ist vor allem für das Bork Havn Musik Festival bekannt, das jedes Jahr seit 1979 stattfindet. Etwas außerhalb des Ortes liegt eine weiterführende Schule. Außerdem kann man hier Windsurfunterricht direkt am Fjord erhalten. In der Nähe befindet sich auch das bekannte Bork Vikingehavn, ein nachgebautes Wikingerdorf, das zum Ringkøbing-Skjern Museum gehört.